# Tubulipora tuboangusta
Tubulipora tuboangusta är en mossdjursart som beskrevs av Moyano 1983. Tubulipora tuboangusta ingår i släktet Tubulipora och familjen Tubuliporidae. Inga underarter finns listade i Catalogue of Life.